# Lago Schener
Il lago Schenèr (talvolta anche lago dello Schenèr) è un bacino artificiale situato nelle vicinanze della frazione Pontet del territorio comunale di Imèr, nella estremità orientale della provincia di Trento. Dal punto di vista amministrativo, il lago è prevalentemente all'interno del Trentino-Alto Adige. Tuttavia una piccola porzione più a valle, comprendente anche lo sbarramento artificiale e le opere di presa, si colloca all'interno del Veneto.

## Descrizione e storia
La stretta gola in cui sorge il lago chiude a meridione la valle del Primiero, mettendo in comunicazione quest'area con la zona del Feltrino tramite la strada statale 50 del Grappa e del Passo Rolle, che costeggia panoramicamente il bacino sulla sponda sinistra idrografica. Le acque afferiscono al lago dal torrente Cismon: esso viene sbarrato ulteriormente poco più a valle, andando a costituire il lago del Corlo.
La diga, di tipo a cupola, è alta 73,5 m e fu completata nel 1963. Attualmente l'impianto idroelettrico (che comprende anche il serbatoio del lago di Paneveggio), è operato da Primiero Energia.